# Face to Face (999)
Face to Face è il sesto album in studio del gruppo musicale punk britannico 999, pubblicato nel 1985 dall'etichetta della band Labritain Records.
Si tratta dell'ultimo album del quartetto con il bassista John Watson, che poco dopo la pubblicazione del disco abbandonò i 999 causando una pausa dall'attività musicale fino al 1987.

## Tracce
- Tutte le tracce scritte da Nick Cash e Guy Days.

1. Hallelujah
2. Black Sunshine
3. 20 Years
4. Walking in the Meadow
5. Dancing On Me
6. Spiritual Independence
7. Vicious Circle
8. Lucy Dead
9. I Can't Face It
10. Maybe Someday
11. This is Just a Lie

## Crediti
Formazione:
- Nick Cash - voce, chitarra
- Guy Days - chitarra, voce d'accompagnamento
- John Watson - basso
- Pablo Labritain - batteria